# 西園寺公重女
西園寺公重女（さいおんじきんしげのむすめ、生没年不詳）は、南北朝時代の皇族。長慶天皇の中宮に比定される。父は太政大臣西園寺公重。
南朝の長慶天皇に中宮が存在したことは『新葉和歌集』によって明白だが、その詳細に関しては知られるところがなく、ただわずかに宮内庁書陵部蔵の吹上本『帝王系図』の巻末付紙において、「寛成」（長慶天皇）の子の行悟に「御母女院公重公女」との袖書（注記）が見えることから、西園寺公重の女であろうと推定されているに過ぎない。もっともこの付紙に関しては、江戸時代初期の写であることに加えて、他史料による傍証を全く欠いているため、信憑性に疑問を呈する向きもある。
また、立后の時期については、『嘉喜門院集』に見える詞書と贈答歌とによって、建徳2年/応安4年（1371年）9月末以降の間もない頃と推測される。
| けんとく二年なが月のすゑつかた、びはの大なる枝につたの紅葉のかゝりたりしを、わきてそめけるもなにとなく御めとまる心ちしてとて、女御殿よりまゐらせられたりし御返事に 君がはや秋の宮居にうつるべきほどもゝみぢの色にこそしれ と申されたりし御返事を、内の御かたより ちらで猶秋は千とせにめぐるともはこやの山のみねの紅葉ば — 『嘉喜門院集』 |

すなわち、建徳2年（1371年）9月末、女御から紅葉を進上された嘉喜門院（後村上天皇の女御）は、女御が早く秋の宮居（中宮）となることを期待する意の歌を詠み、これに対して内の御方（長慶天皇）は、女院の長寿を祈念する意の返歌を詠んだというが、その実は女院の期待に沿うことを了承する意であろう。この二首は『新葉和歌集』秋下・400-401にも採られており、その詞書に「中宮 女御にておましましける比」と見えることによって、先の女御が後の中宮と同一人なのは明白であるから、この贈答をきっかけに女御は立后宣下を受けて中宮に冊立されたことが分かる。小木喬は、この年の冬か遅くとも翌年（1372年）中には立后が実現したと考えている。
天授3年/永和3年（1377年）皇子行悟を出生。南朝歌壇においては、吉野行宮百首歌に詠進し、『新葉和歌集』には「中宮」として15首入集する。卓抜した歌人ではないが、女性らしい細やかな感情をしみじみと詠み上げたものが多い。長慶天皇の中宮だけあって、源氏物語に対する造詣が窺える作もある（秋上･251）。
なお、近世には、『新葉集』中の長慶天皇「御製」を全て後亀山天皇の作と取り違えたため、「中宮」も後亀山天皇の中宮のことと誤解されていた。